# Жезлов, Владимир Михайлович
Владимир Михайлович Жезлов (12 марта 1927 — 21 марта 2003, Воронеж) — советский футболист, нападающий, спортивный организатор.

## Биография
В 1945 году принял участие в первом послевоенном чемпионате, по итогом которого куйбышевские «Крылья Советов» вышли в Высшую лигу. В дальнейшем пять сезонов выступал за дубль. В Высшей лиге дебютировал в 1948 году. В 1949 в Риге перед финальным свистком забил победный гол в ворота «Даугавы».
Летом 1952 приехал в Воронеж (вслед за ним из «Крыльев» приехали будущие тренеры Дмитрий Синяков и Борис Цугранис). С 1952 по 1954 играл за Команду Сталинского района. В 1970—1971 годах тренировал воронежский клуб «Труд». Много лет работал руководителем спортивного общества «Буран».